# Pyramica nubila
Pyramica nubila är en myrart som först beskrevs av John E. Lattke och William Goitia 1997.  Pyramica nubila ingår i släktet Pyramica och familjen myror. Inga underarter finns listade i Catalogue of Life.